# Hilara albipennis
Hilara albipennis är en tvåvingeart som beskrevs av Roser 1840. Hilara albipennis ingår i släktet Hilara och familjen dansflugor. Arten är reproducerande i Sverige. Inga underarter finns listade i Catalogue of Life.